# Leticia Salazar Castañeda
Leticia Salazar Castañeda. Poeta. Nació en Francisco I. Madero Durango, Estado de Durango, México, en el año de 1950.

## Biografía
En la poesía de Leticia Salazar, el inicio del siglo XXI parece exacerbar el contenido de la poética femenina gestada en las últimas tres décadas. Difícil creer que esta poeta sea autodidacta, que en menos de quince años haya obtenido cuatro premios estatales, varias menciones y dos premios internacionales, que su primera novela haya agotado los tres mil ejemplares en su estado natal en escasos dos años, que su obra sea ampliamente reconocida en Cuba, Estados Unidos, y varios países del sur de América, donde su poesía ha sido publicada y traducida al portugués, en tres publicaciones continuas durante los últimos tres años. Nacida en 1950 en Francisco I. Madero,

## Poemarios publicados
- Voz de poeta
- De siglo en siglo
- Siroco
- Piel y sombra
- Poemas de los sueños y los espejos
- Pájaro sin parvada ni horizonte
- Las novelas:Bernabé, El canto de Teresa, El pasado es mañana
- Cuento: Cuenteando la muerte

## Premios
- 1990 - Tercer lugar en el concurso de poesía dif estatal
- 1997 - Mención Honorífica en el concurso estatal de novela Carlos Estrada
- 1998 - Premio Estatal de poesía Olga Arias
- 1999 - Premio Estatal de poesía Silvestre Revueltas
- 2000 - Premio Estatal de cuento Maria Elvira Bermúdez
- 2001 – Premio de Poesía amatoria, Brasil, Brasilia
- 2008 – Mención, 1.er Certamen de Narrativa Universal; Madrid, España
- 2012 - Mención, VIII Concurso Literario Bonaventuriano USB Cali, Colombia

- Datos: Q5973920